# Ontlezing
Ontlezing is het minder lezen van boeken, kranten en tijdschriften door de bevolking in het algemeen. Dit verschijnsel doet zich voor door de opkomst van nieuwe, elektronische media.
Sinds 1900 zijn de leesvaardigheid (mede als gevolg van geslaagde alfabetisering en gestegen welvaart) en de leeshonger steeds gestegen. Dat blijkt onder meer uit de leencijfers van de bibliotheken en de productieaantallen van uitgeverijen. Deze dalen echter de laatste jaren weer. Volgens publicaties van het Sociaal Cultureel Planbureau werden er 130 miljoen boeken uitgeleend in 2003, tegen in 1995 nog 166 miljoen.

## Achtergrond
In Nederland en andere landen is dit een goed gedocumenteerd fenomeen. Als oorzaken worden meestal aangewezen andere tijdbestedingen, zoals radio, televisie, film en de computer (inclusief de spelcomputer en de sociale media). Vooral de opkomst van de tv en de computer hebben volgens onderzoekers een negatieve invloed op het lezen.

## Uitgangspunt
Het uitgangspunt bij het benoemen van ontlezing als probleem, is dat lezen een nuttiger activiteit wordt beschouwd dan tv-kijken of computeren. Vaak wordt deze discussie in Nederland verward met het feit dat rond 1960 er nog maar een paar informatiekanalen waren, zoals een landelijke en plaatselijke krant, enkele radiostations en slechts één televisiestation, dat overwegend 's avonds uitzond. Per 2009 is het aanbod van de media enorm uitgebreid, en is er voor elke smaak wel een apart kanaal te vinden.

## Overheid
De overheid probeert het fenomeen ontlezing tegen te gaan, onder meer via het onderwijs en de openbare bibliotheek. De overheid gaat ervan uit dat het algemeen belang gediend is met een bevolking die veel leest, zowel literatuur als informatie. Hierbij gaat het in de eerste plaats om boeken. Deze opvatting is terug te voeren op het zelfstandig lezen van de bijbel onder het protestantisme.

## Onderwijs
Binnen het onderwijs wordt ontlezing deels wel en deels niet als een probleem gezien. Daarbij ervaart het onderwijs het beleid van de overheid als tweeslachtig: de overheid is voor veel lezen, maar maakt het aan de andere kant op scholen moeilijk door eisen die veel onderwijstijd in beslag nemen voor andere dingen.

## Leeslijsten
Waren er in 1960 nog per eindexamentaal ettelijke titels die de leerling verplicht was te lezen, vaak tot een totaal van 30 tot 40 boeken, nu is dat 8 voor scholieren op HAVO en 12 voor VWO.
Bij onderwijspedagogen, taalleraren en anderen rijst voorzichtig de vraag, of dit wel een nadeel is. Voorstanders van meer lezen wijzen dan vaak op de onderwijsvernieuwing zoals bijvoorbeeld de tweede fase en het studiehuis.